# Marie Antoinette (serie de televisión)
Marie Antoinette (María Antonieta) es una serie de televisión de drama histórico creada y escrita por Deborah Davis, de La favorita. . Es producida por la BBC y Canal+ y está basada en la vida de la última reina de Francia antes de la Revolución Francesa, quien tenía 14 años cuando se convirtió en Delfina de Francia al casarse con el heredero aparente, Luis Augusto .
La primera serie se estrenó en Francia el 31 de octubre de 2022 y en el Reino Unido el 29 de diciembre, y consta de ocho episodios. La serie se estrenó en Estados Unidos el 19 de marzo de 2023 en PBS . La actriz alemana Emilia Schüle interpreta el papel principal.  Está previsto que una segunda serie se estrene en 2025 en varios servicios, incluidos BBC, Canal+, Disney+ y DirecTV.  

## Reparto

### Principal
- Emilia Schüle como María Antonieta
- Louis Cunningham como Luis XVI
- Jack Archer como Provenza (el futuro Luis XVIII)
- Roxane Duran como Joséphine
- Oscar Lesage como Chartres (eventualmente Luis Felipe II, duque de Orleans)
- Liah O'Prey como Yolande (Duquesa de Polignac)
- Jasmine Blackborow como Lamballe
- Martijn Lakemeier como Fersen
- Yoli Fuller como Saint-Georges
- Cruz de pastor de cristal como Adelaida
- Caroline Piette como Victoria

### Serie 1
- James Purefoy como Luis XV
- Gaia Weiss como Madame Du Barry
- Marthe Keller como Marie-Thérèse d'Autriche
- Nathan Willcocks como Mercy
- Jonas Bloquet como José II
- Laura Benson como Madame de Noailles
- Maximilien Seweryn como Rohan, sacerdote católico romano francés y embajador en Austria (Casa de los Habsburgo)
- Philippe Tlokinski como Pierre Beaumarchais

### Serie 2
- Freya Mavor como Jeanne
- Guy Henry como Vergennes
- James Northcote como Calonne
- Jessica Clark como Félicité
- Alexander Bhat como Villette
- Selva Rasalingam como Caglisotro
- Callum McGowan como La Motte
- Patrick Albenque como Breteuil

## Producción

### Desarrollo
Después de emitirse la última temporada de Versalles, se anunció que Canal+ había encargado a Deborah Davis escribir una serie de ocho partes centrada en María Antonieta.  Junto con Banijay Studios y CAPA Drama, la productora francesa planeó crear una serie en idioma inglés con el objetivo de distribuirla a una amplia audiencia internacional de manera similar a Versalles .  En octubre de 2021, se anunció que la BBC había precomprado la serie y que la emisora británica sería parte del proceso de producción y distribución.  Vogue y Variety informaron que la serie está siendo creada por un equipo de guionistas compuesto exclusivamente por mujeres y ofrecería una "visión feminista" de la vida de María Antonieta. 
El 17 de marzo de 2023, Variety reveló que se había encargado una segunda temporada con Davis como creador y un equipo de guionistas liderado por Louise Ironside junto a Charlotte Wolf, Francesca Forristal y Andrew Bambfield. Ed Bazalgette dirigirá los primeros cuatro episodios. "The upcoming season will portray how the royal couple at the height of their power faced an unprecedented financial crisis. The incessant attacks of Provence and Chartres against the royal couple stirred up the hatred of the nobles with disastrous consequences", traducir: «La próxima temporada retratará cómo la pareja real en la cima de su poder se enfrentó a una crisis financiera sin precedentes. Los incesantes ataques de Provenza y Chartres contra la pareja real despertaron el odio de los nobles con consecuencias desastrosas». 

### Fundición
El casting se anunció en septiembre de 2021 y Schüle interpretará el papel principal.  A ella se unió un elenco internacional que incluía a Louis Cunningham, Jack Archer, Jasmine Blackborow, Gaia Weiss, James Purefoy, Marthe Keller, Roxane Duran, Crystal Shepherd-Cross, Caroline Piette, Oscar Lesage, Liah O'Prey, Jonas Bloquet, Nathan Willcocks, Paul Bandey, Laura Benson y Yoli Fuller.   

### Rodaje
En septiembre de 2021 se anunció que había comenzado el rodaje. Variety y Deadline informaron que, junto a los estudios de Bry-Sur-Marne, el rodaje se llevaría a cabo en lugares que incluyen los castillos de Versalles, Vaux-le-Vicomte, Fontainebleau, Lésigny, Champs y Voisins.  

## Liberar
María Antonieta se estrenó en la cadena francesa Canal+ en octubre de 2022.  El mes siguiente, la serie se distribuyó a través de BBC First en Australia y se lanzó en los servicios de streaming Foxtel y Binge .   Banijay también anunció que PBS había comprado por adelantado la serie con un lanzamiento previsto para la primavera de 2023.  El estreno estadounidense se confirmó posteriormente para el 19 de marzo de 2023. 
La serie hizo su debut en el Reino Unido en BBC Two y BBC iPlayer el 29 de diciembre de 2022.  La serie estuvo disponible en Alemania en Disney+ y DirecTV a partir del 21 de junio de 2023. 
  

## Recepción
On the review aggregator website Rotten Tomatoes, 70% of 10 critics' reviews are positive, with an average rating of 7/10.[30] The Guardian gave the series four out of five, complimenting Schüle's performance and commenting "Strange, funny, grotesque in places ... this drama from the writer of the Olivia Colman movie [The Favourite] portrays the French queen as a naive and playful teenager – and it's hugely entertaining". Both TV Times and Weekend magazine gave five out of five, with the latter stating the series "weaves an extravagant tapestry of excess and intrigue".
El Telegraph le dio tres de cinco, afirmando que "después de ocho horas efervescentes [María Antonieta] concluye en triunfo dinástico", pero "esto obviamente no es historia".  El Financial Times también le dio tres de cinco, concluyendo que "a pesar de todos los detalles meticulosos de la ambiciosa producción, María Antonieta a veces puede parecer una porción indulgente de pastel, cuando lo que anhelamos es un poco más del pan y la mantequilla de la narración".  El Evening Standard fue más crítico con una calificación de dos sobre cinco, describiéndolo como "un drama de época tradicional estándar agobiado por las expectativas". 
Variety presentó el programa como una de las selecciones de los críticos para la Mejor Serie Internacional de 2022, describiendo la actuación de Schüle como "fascinante". 